# Pyrrosia kinabaluensis
Pyrrosia kinabaluensis är en stensöteväxtart som beskrevs av Peter Hans Hovenkamp.
Pyrrosia kinabaluensis ingår i släktet Pyrrosia och familjen Polypodiaceae. Inga underarter finns listade i Catalogue of Life.